# Silungkang Duo
Silungkang Duo is een bestuurslaag in het regentschap Sawah Lunto van de provincie West-Sumatra, Indonesië. Silungkang Duo telt 1309 inwoners (volkstelling 2010).